# Oxalis purpurea
Oxalis purpurea är en harsyreväxtart som beskrevs av Carl von Linné. Oxalis purpurea ingår i släktet oxalisar, och familjen harsyreväxter. Inga underarter finns listade i Catalogue of Life.